# Magyar Tamás (tanár)
Magyar Tamás (Pécs, 1946. január 14. –) gépészmérnök, címzetes egyetemi docens, laboratóriumvezető, épületgépészeti, épületfizikai bejegyzett szakértő, épületgépészeti vezető tervező. Jelenleg a  Budapesti Műszaki és Gazdaságtudományi Egyetem Gépészmérnöki Kar, Épületgépészeti Tanszéken dolgozik.

## Életpályája

### Családja
Édesapja Magyar Ferenc, lakatosmester, önkormányzati képviselő, a közgyűlés korelnöke, a Baranya megyei KIOSZ elnöke volt. Szakértelmét számos oklevéllel ismerték el, alkotói munkásságát újságcikkek is megörökítették. Édesanyja Steinbacher Leona.

### Pécsi évei
Az általános iskolát szülővárosában, Pécsen végezte, 1952-től 1960-ig a Szabadság úti Általános Iskola tanulója volt. Később a Zipernowsky Károly Gépipari Erősáramú és Műszeripari Technikum diákja volt ugyanitt (1960-1964). Az érettségi megszerzése után két évig a Pécsi Hőerőmű Vállalatnál technikusként dolgozott (1964-66). Innen kezdte meg a kötelező sorkatonai szolgálatát, tizedes rangot szerzett.

### Budapesten
Felvételt nyert a Budapesti Műszaki Egyetemre, hogy gépészismereteit elmélyítse. 1966-tol 1971-ig a Gépészmérnöki Kar Erőgépészeti szakának hallgatója volt, ez alatt az öt év alatt az Épületgépészeti Ágazat kezdte érdekelni, erre szakosodott.

## Munkásság, publikációk

### Kutatás, Oktatás

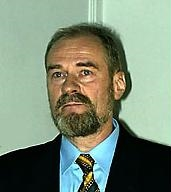
2000 szeptemberében

A diploma megszerzését követően meghívást kapott a BME I. Épületgépészeti Tanszékére, a diplomaterv során megkezdett kutatómunka folytatására. Ettől az időponttól kezdve megszakítás nélkül az egyetem oktatója. A Tanszéken először, mint tudományos munkatárs (1971-1972), később tanársegédként (1973-1981), majd adjunktusként dolgozott. 1983-ban ÉVM (Építésügyi Városfejlesztési Minisztérium) építésügyi szakértői, 1987-ben pedig ÉVM vezető tervezői jogosultságot szerzett.
1980-ban tudományos értekezést nyújtott be a Gépészmérnöki Kar dékánjához az egyetemi doktori fokozat elnyerésért. A doktori disszertáció címe, melyet 1980-ban sikeresen megvédett: "Egy irányból határolt légsugár viselkedése" volt.
Későbbiekben is a kutatómunkája középpontjában a légtechnikai alapkutatások álltak, ezen belül a zárt terek légátöblítése. Új fajta méretezési módszert dolgozott ki a zárt terek légtechnikai méretezésére. Ez utóbbit a nemzetközi szakirodalom is átvette, számos külföldi disszertáció tartalmazza, illetve hivatkozik rá.
A téma megismerésében és népszerűsítésében vállalt szerepet a hazai és nemzetközi fórumokon. Mérnöktovábbképző Intézetben és a MMK (Magyar Mérnök Kamara) mesterkurzusán előadássorozatot vezetett a helyiségen belüli légmozgások tervezhetőségéről praktizáló mérnökök számára.
Ebben az időben kerültek kidolgozásra olyan jelentős munkák, mint a K-Ny-i metró főszellőző rendszere, vagy különböző irodaházak méréses vizsgálata, illetve különböző ipari csarnokok szellőző rendszerei. Az elért eredményeket több szakmai cikkben és szakmai előadásokon dokumentálta, valamint elfogadott szabadalom védi. 
Ez alatt az idő alatt több egyetemi tantárgyat dolgozott ki és adott elő. Felkérésre kidolgozta számos szaktárgy egyetemi tananyagát többek között: az "Ipari szellőzés", a "Légtechnikai rendszerek", az "Ipari légtechnika", az "Épületgépészeti mérések", és a "Környezetvédelem". A megváltozott oktatási rendszerben: a BSC és MSC képzés légtechnikai tárgyainak tematikáját ugyancsak kidolgozta. (Épületek légtechnikája és Légtechnikai Rendszerek)

### Publikációk
Az eddigi időszak alatt 34 létesítmény légtechnikai és akusztikai mérését, mintegy 11 tervezését illetve tervbírálatát végezte el. A megjelent szakcikkek száma 52, ezen kívül 35 tanulmányt, illetve kutatási zárójelentést, több egyetemi jegyzetrészt, könyvrészt, számos előadást és két szakkönyv lektorálását is elkészítette. A kidolgozott tantárgyak szakmai előadásainak dokumentálásai, valamint több szakcikk és kutatási jelentés megtalálhatók a részletes publikációs jegyzékben.

### Laboratórium
1977-ben megbízást kapott a Tanszék Légtechnikai Laboratóriumának vezetésére, mely tisztséget nyugdíjba vonulásáig betöltött. Ezzel összefüggésben 1994-ben megtervezte és művezetésével létrehozta a tanszék Új Légtechnikai Laboratóriumát. A laboratóriumban kivitelezésre került 10 darab mérőálláson jelenleg is folynak hallgatói, TDK (Tudományos Diák Kör) és doktori témák mérései. Ugyanezen mérőállomásokon folynak az egyetemen kívülről jövő (úgynevezett ipari) kutatási felkérések mérései, és a szakértői megbízásokhoz is hasznos segítséget jelentenek.

## Szakmai elismerések, tudományos közéleti tevékenység
Édesapja példáját követve, Magyar Tamás is számos szakmai elismerésben részesült. Már szakmája kezdetén, a diplomatervével is díjat nyert: BME Gépészmérnöki Kar pályázatának első díjat (diplomaterv, 1971). Kutatói tevékenységét és oktatói munkásságát egyaránt miniszteri dicséretben (1982) részesítették. Elnyerte továbbá 2004-ben a „Dr. Macskásy Árpád alkotói díjat” az Építés Tudományi Egyesülettől, 2005-ben „Az év épületgépészeti oktatója” díjat (BME, MMK, ÉTE, MÉKSZ) és 2011-ben a "Pedagógus Szolgálatért Emlékéremmel" tüntette ki a szakminiszter. Az egyetemi hallgatók szavazása alapján a Kar Dékánja 2012-ben oktatási munkájának elismeréséül OHV–díjban részesítette. Majd 2013-ban a Gépészmérnöki Kar Kari Bizottsága a több évtizedes kiemelkedő oktatási tevékenységéért a címzetes egyetemi docens címet adományozta.
Ezek mellett a dicséretek mellett – mintegy a szorgalmas munkáját méltatva – vezető pozíciókba is kinevezték. 1991-tol az Állami Vizsgabizottság és a Kari Tanács tagja lett, 1994-ben az YMMF Debreceni Főiskola Záróvizsga bizottságába, elnökhelyettesnek kérték fel. Számos bizottság, mint a kari gazdasági és egyetemi SZMSZ választotta tagjává.
1995-tol a Magyar Mérnöki Kamara tagja, 1996-97 Gépészmérnöki Kar Dékáni Hivatal vezetője volt. 2004-tol az egyetemi Közbeszerzési Eljárások Ellenőrző Bizottságának lett tagja.

## Tudományos szakértői munkák és oktató tevékenységek felsorolása

### Oktatói tevékenység
- Önállóan kidolgozott és előadott tárgyak, a modul rendszerű oktatásban:
  - Légtechnikai rendszerek I; Légtechnikai rendszerek II. Ipari szellőzés, Környezetvédelem; Levegőtisztaság védelem és klímatervezés.
  - Fontosabb további előadott tárgyak:
  - Ipari légtechnika, Épületgépészeti méretezések, Üzemi hő- és légtechnika, Laboratóriumi gyakorlatok,
  - Konzultációk: Tervezési gyakorlat, Diplomatervezés, TDK,
- Dékáni hivatal vezetése, Gépészmérnöki Kar, 1995-1996.
- Önállóan kidolgozott és előadott tárgyak a
  - BSc képzés keretében:
    - Épületek légtechnikája
    - Épületgépészeti mérések

  - MSc képzés keretében:
    - Légtechnikai rendszerek
    - Épületgépészeti mérések I.

### Tudományos közlemények és publikációk
- Dr. Magyar Tamás: A zaj emberre gyakorolt hatása. Komfortelmélet című egyetemi tankönyv (20. fejezet 393-436. old.) Műegyetemi Kiadó. 2000.
- Dr. Magyar Tamás: Qualification of the occupied zones of different types air supply systems on the basis of measurements. Periodica polytechnica ser.Mech.Eng.vol 44. No 2/ 217-226 pp. 2000.
- Dr. Magyar T. – Goda R: Laboratory modelling of tangencial air supply system. Periodica polytechnica ser. Mech. Eng. vol 44. No 2/ 207-215 pp. 2000.
- Dr. Magyar Tamás: Beszámoló a Tanszék légtechnikai kutatásairól. ”50 éve alapították a BME épületgépészeti Tanszéket” című Jubileumi Fórumon. Budapest, 2000. szeptember 13-14. BME.
- Dr. Magyar Tamás: Helyiségek tartózkodási zónáinak légtechnikai méretezése az új európai ajánlás (CR1752) alapján. Szakmai konferencia. Budapest, Kongresszusi Központ. 2001. január 23.
- Dr. Magyar Tamás: Légtechnikai tervezés akusztikai kérdései. Budapest, Szakmai Nap, 2001. május 22. Rosenberg Kiadvány 1-32. old.
- Dr. Magyar Tamás: Légtechnikai rendszerek tartózkodási zónáinak akusztikai problémái. GEA szakmai konferencia, Ausztria. Sierning. 2001. 09. 05.
- Dr. Magyar Tamás: Különböző fajtájú légvezetési rendszerek tartózkodási zónáinak minősítése méréssel. 14. Fűtés- és Légtechnikai konferencia. Budapest. Konferencia kiadvány CD.
- Dr. Magyar Tamás: Hazai gyártású keresztáramú hőcserélők mérési alapjainak kidolgozása. Magyar Épületgépészet. 2002./5 szám.
- Dr. Magyar Tamás: Belső levegő minőségre tervezett légtechnikai rendszerek tervezési kérdései. Szakmai konferencia, Visegrád. 2002. 05. 22.
- Dr. Magyar Tamás: Légvezetési rendszerek néhány tervezési kérdése. Mérnöktovábbképző konferencia az Építés Tudományi Egyesület rendezésében. Tata, 2003. november 21. Segédanyag 1-14. old.
- Dr. Magyar Tamás: Légtechnikai tervezés és kivitelezés az Uniós szabványok bevezetése után. Tudományos ülésszak. Pécsi Tudomány Egyetem PMMFK. Épületgépészeti és Gépészeti Szakmai napok. 2004. február. 26.
- Dr. Magyar T. –Stevensné Száday E. Elárasztásos légvezetési rendszer méretezési eljárásai. 1. rész. Magyar Épületgépészet. LIII. Évfolyam, 2004/4 szám. 3-7. old. 2004. április.
- Dr. Magyar T. –Stevensné Száday E. Elárasztásos légvezetési rendszer méretezési eljárásai. 2. rész. Magyar Épületgépészet. LIII. Évfolyam, 2004/8 szám. 3-7. old. 2004. augusztus.
- Dr. Magyar Tamás: Légtechnikai rendszerek tervezése a megváltozott szabvány környezetben. Országos előadássorozat, a „Korszerű légtechnikai tervezés” című rendezvény sorozaton belül. Budapest-Debrecen-Győr-Pécs-Budapest. 2004. október-november.
- Dr. Magyar Tamás: Légcsatorna rendszerrel szemben támasztott követelmények. Tervezési segédlet, 2-23 oldal. 2004. Kiadó: LINDAB Kft. Biatorbágy.
- Dr. Magyar Tamás: Az épületek légtechnikai tervezése és kivitelezése a XXI. században. 2005
- Dr. Magyar Tamás – Dr. Szekeres József: Méréses vizsgálattal alátámasztott keresztáramú hőcserélő méretezés. Log p-h Hűtéstechnikai szaklap. 2005. 1. szám
- Dr. Magyar Tamás: Épületgépészet a gyakorlatban. Légtechnika. Budapest, 2006. Dashöfer Kiadó.
- Dr. Magyar Tamás: Az energiatudatos légtechnika tervezése. Magyar Installateur. 17. évf. 2007. július.
- Dr. Magyar Tamás: Helyiségátöblítés szerepe a légtechnika energiatudatos tervezésében. Magyar Épületgépészet. LVI. 2007/5. szám 7-11 old.
- Dr. Magyar Tamás: Vizsgálatok az euró szabványok alapján: Csarnok helyiségek tartózkodási zónáinak légátöblítettsége. Magyar Installateur. 18. évf. 2008. június. 18-21 old.
- Dr. Magyar Tamás: Laboratóriumi kísérletek a huzathatás mérésének továbbfejlesztésére. Magyar Épületgépészet. LVII. 2008/5. szám 1-7 old.
- Dr. Magyar Tamás: Csarnok tartózkodási zónáinak légátöblítettsége. Magyar Installateur. 18. évf. 2008. október/november. 42-44. old.
- Dr. Magyar Tamás: A légtechnikai tervezés és kivitelezés néhány gyakorlati kérdése. Magyar Installateur. 19. évf. 2009/5. szám 14-17. old.

### Kutatási témák és ipari megbízások szakterületén
Alapvetően a lég- és klímatechnika területéhez kapcsolódó jellegű kutatások és műszaki fejlesztések, mint például:
- A zárt terek légvezetési rendszereivel (LVR) kapcsolatos kutatások,
- Légbevezető készülék kifejlesztése, szabadalom;
- A METRO alagutak többcélú felhasználásának légtechnikai megoldásai;
- A steril és ultrasteril terek légtechnikájának kutatása;
- Légtechnikai rendszerek akusztikai méretezése;
- Lakásszellőztető rendszerek energiatakarékos tervezésével kapcsolatos kutatások,
- Légkezelő rendszer elemeinek műszaki fejlesztése,
- Légtechnikai rendszerek tervezési segédletének kidolgozása a megváltozott európai szabvány környezetre.

A felsorolt témaköröket számos (mintegy nyolcvan) szakcikk publikálása jelzi.
Több létesítmény légtechnikai szakértését, mérését, illetve tervezői koordinálását végezte el, mint például a MÜPA, a Westend, a budapesti Bankcenter, a Liszt Ferenc Repülőtér irányítóközpont, a veszprémi Petőfi Színház, stb.

### Tudományos pályázatok és projektek

#### Mint témavezető
- Oktatási Minisztérium: "Zárt terek tartózkodási zónáinak vizsgálata" c. programterv a doktori képzés előkészítésére kiírt pályázat. MKM/3-219. Témavezető: Dr. Magyar Tamás 1993-1995.
- Tempus Jep 1501/11. Ipari szellőzés tárgy tematikájának kidolgozása. Témavezető: Dr. Magyar Tamás 1994.
- FEFA-IV: a "Kreditrendszerű gépészmérnök képzés modultárgyainak oktatásában a Mérés és modellezés eszközhátterének fejlesztésére" kiírt pályázat. Témavezető: Dr. Magyar Tamás 1996.

#### Mint résztvevő
- OMFB: "BME I. Épületgépészeti Tanszék Új Légtechnikai Laboratóriumának, mint az épületgépészet új oktatási - kutatási bázisának kialakítása." Munkacsoport tagja. Témavezető: Dr Bánhidi László egy. tanár. OMFB / MEC 0587
- IKM: Hozzájárulás a légtechnikai laboratórium infrastruktúrájának kiépítéséhez. c. projekt az " Ipar a korszerű mérnökképzésért" alapítványhoz benyújtott pályázatán. Munkacsoport tagja.
- Témavezető: Dr. Bánhidi László egy. tanár. 1993-1994
- MKM: „Tartózkodási zónák lég- és sebességmezőinek meghatározása méréses és elméleti úton” c. projekt a felsőoktatási K+F pályázatán. Munkacsoport tagja. Témavezető: Dr. Bánhidi László egy. tanár. MKM / 74/1994.
- OMFB: " Levegőminőség vizsgáló mérőállás építése" c. projekt (OMFB MEC-1590. sz. pályázata) Munkacsoport tagja. Témavezető: Dr. Bánhidi László egy. tanár. 1995. -1996.

### Jelentősebb szakmai, tudományos publikációi
- Dr. Magyar Tamás: Keresztáramú hőcserélő mérőállomás komplett kiviteli tervdokumentációja. 2002.
- Dr. Magyar Tamás: Légcsatorna rendszerek tervezési és alkalmazási irányelvei. 2003.
- Dr. Magyar Tamás: Művészetek palotája. Légtechnikai tervezési konzultáció. 2004.
- Dr. Magyar Tamás- Goda Róbert: Nagy hőterhelésű számítógépterem légtechnikai tervezése és kivitelezése. 2005.
- Dr. Magyar Tamás: Épületgépészet a gyakorlatban. Légtechnika. Budapest, Verlag Dashöfer 6. fejezet). 2006.
- Dr. Magyar Tamás- Goda Róbert: Precíziós klímaszekrények légtechnikai laboratóriumi mérésének tervezése. 2008.
- Dr. Magyar Tamás: Egy irányból határolt légsugarak viselkedése. Doktori disszertáció. BME. Gépészmérnöki Kar. 1981.
- Dr. Magyar Tamás: Új Légtechnikai laboratórium létrehozása a Budapesti Műszaki Egyetem Épületgépészeti Tanszékén. Magyar Épületgépészet. 1995./6. és 7. szám.
- Dr. Magyar Tamás: A zaj emberre gyakorolt hatása. Bánhidi-Kajtár: Komfortelmélet című egyetemi tankönyv 20. Fejezet (393 old - 436 old.) Műegyetemi Kiadó. 2000.
- Magyar T: Qualification of the occupied zones of different types air supply systems on the basis of measurements. Periodica polytechnica ser. Mech. Eng.vol 44. No 2/ 217-226 pp. 2000.
- Dr. Magyar Tamás: Légtechnikai rendszerek tervezése a megváltozott szabvány környezetben. Országos előadássorozat, a „Korszerű légtechnikai tervezés” című rendezvény sorozaton belül. Budapest – Debrecen – Győr – Pécs - Budapest. 2004.